# Psychotria scabrida
Psychotria scabrida är en måreväxtart som beskrevs av Cornelis Eliza Bertus Bremekamp. Psychotria scabrida ingår i släktet Psychotria och familjen måreväxter. Inga underarter finns listade i Catalogue of Life.